# Wolfgantzen
Wolfgantzen là một xã trong tỉnh Haut-Rhin, vùng Grand Est ở đông bắc Pháp. Xã này có diện tích 9,38 km², dân số năm 1999 là 1043 người. Khu vực này có độ cao 193 mét trên mực nước biển.